# Botarell
Botarell è un comune spagnolo di 736 abitanti situato nella comunità autonoma della Catalogna.